# Залив Леди-Франклин
Залив Леди-Франклин (англ. Lady Franklin Bay) — арктический залив в регионе Кикиктаалук, Нунавут, Канада. Находится в проливе Нэрса к северу от мыса судьи Дэйли и вдаётся в восточный берег острова Элсмир общим направлением юго-юго-запад. На северном берегу устья залива находится Форт Конгер — бывший лагерь арктической экспедиции А. Грили, ныне внесённый в список строений федерального значения Канады (Federal Heritage Buildings).

## География
Залив Леди-Франклин простирается в направлении с северо-востока на юго-юго-запад и вдаётся в сушу примерно на 100 км от залива Холла; ширина в наиболее широкой части около 20 км. В первой трети бассейна залив разделяется на несколько рукавов, более южный и протяжённый из которых носит название Арчер-Фьорд (Archer Fiord), а северный Конибиар-Бэй (Conybeare Bay). В северной части устья залива, напротив небольшого островка Беллот, находится ещё одно ответвление, именуемое заливом Дискавери.
Ландшафт, окружающий залив Леди-Франклин, представляет собой бесплодные скалы с ледниковыми отложениями на вечной мерзлоте. В заливе, находящимся в ~ 500 км севернее полярного круга, большую часть года вода скована льдом, и только в редких случаях возможна навигация.
Климат типичен для арктической окраины: короткое холодное лето с небольшим количеством осадков.

## История
Из доподлинно известных источников, первыми зашедшими в залив были участники британской арктической экспедиции Нэрса на кораблях «Алерт» (H.M.S. Alert) и «Дискавери» (H.M.S. Discovery). Они же заложили первое депо (склад продовольствия на случай потери судна) на небольшом острове Беллот, которого достигли 25 августа 1875 года. «Алерт», воспользовавшись «окном» в навигации, сумел дойти к 31 августа до мыса Шеридан, в то время как «Дискавери» оставался на рейде вблизи одноимённой бухты. Осенью и весной (1876 г.) лейтенант Арчер с «Дискавери» совершил несколько непродолжительный путешествий вглубь залива и открыл фьорд, получивший позже его имя.
Следующей арктической экспедицией, посетившей залив, стала американская научно-исследовательская экспедиция под руководством лейтенанта Адольфа Грили, которая построила на северном побережье залива свою базу, получившую название форт Конгер в честь сенатора Омара Конгера. Экспедиция была организована военным ведомством США в рамках первого Международного полярного года. Её целью было создание метеорологической станции на севере Канадского Арктического архипелага и проведение метеорологических, астрономических и магнитных наблюдений, а также геологических и геодезических работ. В результате санных походов трое её участников достигли самой северной на то время широты 83°24' на 40° з. д. Из-за проблем с навигацией в проливе Кеннеди летом 1882 и 1883 годов, в результате чего суда поддержки не смогли достичь базы полярников, им самим в надежде на спасение в августе — октябре 1883 года пришлось самостоятельно пробираться на юг, а затем при крайне скудных запасах продовольствия провести вынужденную зимовку на острове Пим, во время которой от голода и истощения погибли 18 из 25 участников экспедиции. Семь выживших (один из которых позже скончался), в том числе руководитель экспедиции, были спасены 22 июня 1884 года. Экспедиция Грили считается одной из наиболее трагических в истории полярных исследований.
Залив Леди-Франклин назван в честь леди Франклин, — жены британского полярного исследователя сэра Джона Франклина, чья арктическая экспедиция пропала без вести в поисках Северо-Западного прохода. Леди Франклин получила международную известность за финансирование целого ряда экспедиций по поиску мужа, а также как первая из женщин, удостоенных золотой медали Королевского географического общества.